# NGC 668
NGC 668 ist eine Spiralgalaxie vom Hubble-Typ Sb im Sternbild Andromeda, welche etwa 207 Millionen Lichtjahre von der Milchstraße entfernt ist.
Das Objekt  wurde am 4. Dezember 1880 von dem französischen Astronomen Édouard Jean-Marie Stephan entdeckt.